# 特龙热
特龙热（法語：Tronget，法語發音：[tʁɔ̃ʒɛ]）是法国阿列省的一个市镇，位于该省中部，属于穆兰区。

## 历史
特龙热19世纪时位于穆蘭至蒙吕松的交通要道上，因此而形成市镇。

## 地理
特龙热（46°25'21"N, 3°4'5"E）面积31.06 平方千米，位于法国奥弗涅-罗讷-阿尔卑斯大区阿列省，该省份为法国中部省份，北起涅夫勒省、西北接谢尔省，西南至克勒兹省，南至多姆山省，东南临卢瓦尔省，东临索恩-卢瓦尔省。
与特龙热接壤的市镇（或旧市镇、城区）包括：沙蒂永、克雷桑日、德谢斯、日普西、勒蒙泰、阿列省努瓦扬、罗克勒、勒泰伊、特勒邦。
特龙热的时区为UTC+01:00、UTC+02:00（夏令时）。

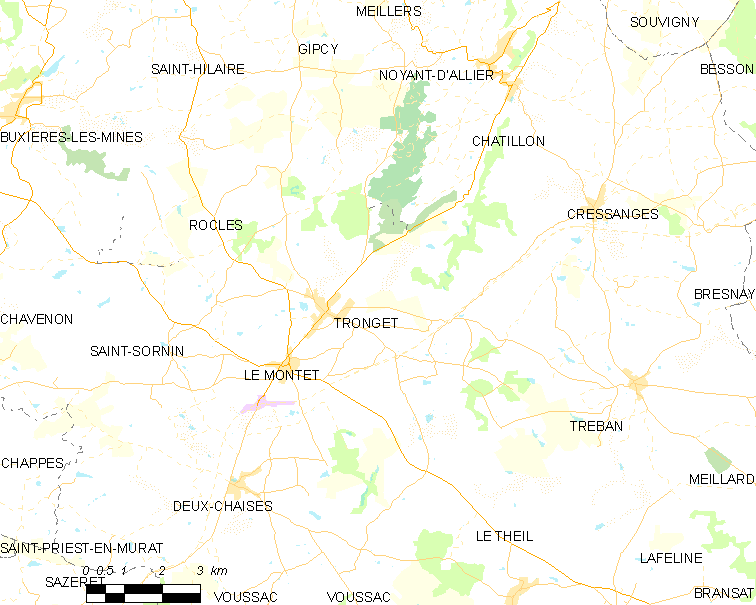
特龙热的OSM定位图

## 行政
特龙热的邮政编码为03240，INSEE市镇编码为03292。

## 政治
特龙热所属的省级选区为苏维尼县。

## 人口

1962-2008年间特龙热人口变化图示

特龙热于2022年1月1日时的人口数量为889人。